# Louwrens Penning
Louwrens Penning (Waardhuizen, 2 december 1854 – Utrecht, 12 januari 1927) was een Nederlands schrijver, vooral bekend van zijn boeken over de Tweede Boerenoorlog in Zuid-Afrika. Bekende titels zijn De leeuw van Modderspruit, De held van Spionkop en De overwinnaar van Nooitgedacht. 
Penning groeide op als een van twee zonen van een christelijk gereformeerde predikant uit het Rheiderland, die in 1862 aanstelling in Bunde (Oost-Friesland) kreeg. Na het overlijden van zijn vader in 1869 moest Louwrens, de oudste van vier kinderen (een zusje overleed op jonge leeftijd), hard werken voor de kost. Zijn moeder leende geld en kocht een winkeltje in Dussen.Tot ver in de omtrek bezorgde Louwrens de kruidenierswaren aan huis met zijn hondenkar. Op 22-jarige leeftijd vertrok hij naar het Oost-Friese Weener, waar hij de boekhouding voor een houthandelaar verzorgde. In zijn vrije tijd stortte hij zich op de studie. Hij dacht zelfs een tijdlang dat hij een roeping tot predikant had. De combinatie van werk en studie bleek echter te veel voor hem: zijn dokter adviseerde hem om rustiger aan te doen. Daarop besloot hij de studie op te geven. 
Na de dood van zijn werkgever in 1880 keerde Penning terug naar het ouderlijk huis in Gorinchem. Hij werd er kantoorbediende en later handelsreiziger in dienst van een graanhandel. Aan boord van de stoomboot, op weg naar zijn klanten, schreef hij de buitenlandse overzichten voor het lokale  antirevolutionaire weekblad De Drie Provinciën. Zijn stukken waren overigens niet alleen journalistiek van karakter, hij schreef ook feuilletons, waarbij de geschiedenis van de streek rond Gorinchem hem de inspiratie leverde. 
Zoals vele Nederlanders in zijn tijd sympathiseerde Penning met "het broedervolk" van de voormalige Nederlandse kolonisten, de Boeren in Zuid-Afrika. Twee van zijn broers woonden er. Zelf had hij ooit ook over emigratie gedacht, maar zijn moeder kon hem destijds niet missen. Hij begon in 1896 aan een feuilleton over de Grote Trek van de Boeren uit de Kaapkolonie naar Transvaal: De helden van Zuid-Afrika. Geen enkele uitgever was geïnteresseerd, zodat hij zijn boek gedeeltelijk voor eigen rekening moest publiceren. 
Zijn grote doorbraak kwam met het uitbreken van de Tweede Boerenoorlog in 1899. Uitgeverij J. N. Voorhoeve vroeg hem toen om een serie verhalen die op de actualiteit gericht zou zijn. Verder mocht hij ook bijdragen gaan schrijven voor het gereformeerde weekblad Timotheüs. De grootste bekendheid kreeg Penning met zijn Louis Wessels-serie, die zich tijdens de Tweede Boerenoorlog afspeelde: De leeuw van Modderspruit (1900), De held van Spionkop (1901), De verkenner van Christiaan de Wet (1902), De overwinnaar van Nooitgedacht (1903) en De kolonist van Zuidwest-Afrika (1904). De serie sloeg enorm aan: ze beleefde dertig herdrukken en werd vertaald in het Duits en het Afrikaans. 
Vanaf 1906 wijdde Penning zich volledig aan het schrijverschap en de journalistiek. Zijn boeken gingen niet alleen over Zuid-Afrika, hij vond evenzeer inspiratie in de Europese geschiedenis, met Johannes Calvijn, de Geuzen, Michiel de Ruyter, Gustaaf II Adolf en vele anderen. De rode draad in de boeken van Penning was de orthodox-protestantse, christelijk-historische visie op de geschiedenis.: "Gods hand leidt de geschiedenis; Hij vraagt geloof, gehoorzaamheid en moed, en schenkt redding in nood en gevaar."
Doordat zijn avonturenromans zich eveneens afspeelden in een tot de verbeelding sprekend land waar hij zelf echter nog nooit geweest was, is hij ook wel vergeleken met de Duitse auteur Karl May, een tijdgenoot die op eenzelfde wijze een grotere, zelfs internationale, faam verwierf. 
Pas in 1922-1923 bezocht Penning zelf het land waarover hij zo veel geschreven had. Van die reis door Zuid-Afrika deed hij verslag in het blad Timotheüs. Hij schreef er later opnieuw een aantal boeken over. Als Oubaas Penning trok hij vervolgens drie winters lang door Nederland om voor volle zalen lezingen met lichtbeelden over Zuid-Afrika te houden. Tot op het laatst van zijn leven toonde hij zich zeer levenslustig. Kort voor zijn dood stapte hij zelfs nog in een vliegtuig, om eens te weten hoe dat voelde. 
Penning werd 72 jaar oud.